# Тіхо ван Мер
Тіхо ван Мер (нід. Tycho van Meer, 30 вересня 1974) — нідерландський хокеїст на траві.
Олімпійський чемпіон 1996 року.
Чемпіон світу 1998 року.
Бронзовий призер Трофею чемпіонів 1999 року.